# Thelma Mothershed-Wair
Thelma Mothershed-Wair, née le 29 novembre 1940 et morte le 19 octobre 2024 à Little Rock, est la membre la plus âgée des neuf de Little Rock, un groupe de neuf adolescents afro-américains qui ont intégré le lycée central de Little Rock, à la suite de l'arrêt Brown v. Board of Education, imposant la déségrégation des écoles publiques.

## Biographie

### Enfance
Thelma Mothershed est née à Bloomburg, au Texas. Elle est la fille d'Arlevia et Hosanna Claire Mothershed, originaires de Little Rock, dans l'Arkansas. Thelma Mothershed a cinq frères et sœurs : trois sœurs et deux frères. Elle a fréquenté les écoles Dunbar Junior High et Horace Mann High, et malgré le harcèlement quotidien des élèves blancs à la Little Rock Central High School, elle a terminé sa première année dans cette école auparavant exclusivement blanche pendant l'année tumultueuse de 1957-1958. Thelma Mothershed a réussi à obtenir son diplôme de Central High pendant l'année scolaire 1958-1959.

### Membre des «Neuf de Little Rock»
Les Neuf de Little Rock étaient un groupe d'élèves afro-américains qui ont été les premiers à être scolarisés dans les écoles entièrement blanches de Little Rock, dans l'Arkansas. Ce groupe d'élèves a été harcelé et agressé quotidiennement. Ces neuf étudiants ont finalement conduit à la déségrégation de toutes les écoles publiques de la région.

### Études supérieures et reconnaissance
En raison de la fermeture des écoles de Little Rock l'année suivant l'intégration des étudiants des Little Rock Nine, pour obtenir les crédits nécessaires à l'obtention de son diplôme, elle a suivi des cours par correspondance et a assisté à des cours d'été à St. Louis, dans le Missouri. Elle a reçu son diplôme de la Central High School par courrier. Wair a obtenu son diplôme de l'Université du Sud de l'Illinois à Carbondale en 1964 et a obtenu sa maîtrise en orientation et conseil ainsi qu'un certificat administratif en éducation de l'Université du Sud de l'Illinois à Edwardsville en 1970 et 1972. Wair a enseigné l'économie domestique dans le système scolaire d'East St. Louis pendant 28 ans avant de prendre sa retraite en 1994. Elle est connue comme l'une des figures de proue des Neuf de Little Rock. En 1958, elle a reçu la médaille Spingarn de la National Association for the Advancement of Colored People (NAACP). En 1998, Thelma Mothershed-Wair a reçu la médaille d'or du Congrès.
Après l'obtention de ses diplômes, Thelma Mothershed a travaillé à la prison du comté de St. Clair, au centre de détention pour mineurs du même comté, et en tant qu'instructrice de compétences de survie pour les femmes au refuge Second Chance pour sans-abri de la Croix-Rouge américaine. Pendant l'année scolaire 1989-1990, elle a été honorée en tant que modèle exceptionnel par le chapitre d'East St. Louis de l'organisation Top Ladies of Distinction. Elle a également reçu le National Humanitarian Award, la plus haute distinction décernée lors de la convention nationale de 2005 de Top Ladies of Distinction, Inc., qui s'est tenue à Chicago.
Elle est ensuite retournée dans la région de Little Rock. Elle a reçu un doctorat honoris causa en lettres humaines de l'université du Sud de l'Illinois à Edwardsville en 2016.

### Famille
Thelma Mothershed a épousé Fred Wair le 26 décembre 1965, devenant Thelma Mothershed-Wair. Fred Wair est né le 6 octobre 1939 et est décédé à l'âge de 65 ans le 25 mai 2005, à Cahokia, dans l'Illinois. Thelma et Fred ont eu un fils, Scott Wair.